# Clubiona ningpoensis
Clubiona ningpoensis är en spindelart som beskrevs av Schenkel 1944. Clubiona ningpoensis ingår i släktet Clubiona och familjen säckspindlar. Inga underarter finns listade i Catalogue of Life.